# Waldheim
Waldheim är en stad i Landkreis Mittelsachsen i förbundslandet Sachsen i Tyskland. Staden har cirka 9 000 invånare.